# Clitaetra clathrata
Espèce
Statut de conservation UICN

 LC  : Préoccupation mineure
Clitaetra clathrata est une espèce d'araignées aranéomorphes de la famille des Araneidae.

## Distribution
Cette espèce se rencontre en Afrique de l'Ouest. Elle a été observée en Guinée-Bissau, en Côte d'Ivoire et au Cameroun.

## Description
La femelle holotype mesure 12 mm.
Le mâle décrit par Kuntner en 2006 mesure 3,9 mm et la femelle 7,4 mm, les mâles mesurent de 2,8 à 3,9 mm et les femelles de 5,4 à 7,4 mm.

## Systématique et taxinomie
Cette espèce a été décrite par Simon en 1907.

## Publication originale
- Simon, 1907 : « Arachnides recueillis par L. Fea sur la côte occidentale d'Afrique. 1re partie. » Annali del Museo Civico di Storia Naturale di Genova, sér. 3, vol. 3, p. 218-323 (texte intéral).